# Colombier (Vaud)
Colombier é uma antiga comuna do cantão de Vaud, na Suíça, localizado no distrito de Morges. Colombier junto com as comunas Monnaz e Saint-Saphorin-sur-Morges, fundiram-se em 1 de julho de 2011 para tornar-se a comuma Echichens.

## Demografia
Historicamente, a localidade tem tido a seguinte evolução demográfica: